# 大村貢旗洋樓
大村貢旗洋樓，又稱為賴紹堯園邸，為彰化縣大村鄉貢旗村的一棟歷史建築。

## 介紹
大村貢旗洋樓建於日治時期，位在大村的貢旗聚落。其建築的屋架與開窗方式具有1920年代流行的裝飾風藝術風格（Art Deco）特色，在當時屬相當創新的設計。此建築最初為大庄區役場，在後來作為賴氏家族第16世武舉人賴登雲後人的宅邸。此建築在2018年5月2日被提報為文化資產，彰化文化局經勘查後，被列為暫定古蹟，並於2019年1月9日被登錄為彰化縣歷史建築。
賴氏為當地望族，賴紹堯曾擔任大庄區長，且亦為日治時期臺灣三大詩社櫟社的創社四人之一；而現今在大村仍以賴姓為大姓。